# Nicolas Novellino
Lorenzo Nicolás Novellino fue presidente de Huracán durante un corto plazo en 1919, y a principio de 1920 sería remplazado por el vicepresidente Juan Tello, quien también cumpliría un corto mandato.

## Presidencia
| Predecesor: Lorenzo Colonello | Presidente del Club Atlético Huracán 1919 | Sucesor: Aldo Cantoni |